# Lomographa pulverata
Lomographa pulverata är en fjärilsart som beskrevs av Bang-haas 1910. Lomographa pulverata ingår i släktet Lomographa och familjen mätare. Inga underarter finns listade i Catalogue of Life.